# КК Лондон лајонси
Лондон лајонси (енгл. London Lions) енглески је кошаркашки клуб из Лондона. Тренутно се такмичи у Еврокупу и у Британској лиги.